# Infanzia clandestina
Infanzia clandestina (Infancia clandestina) è un film del 2011 diretto da Benjamín Ávila. Il film è stato il candidato ufficiale per l'Argentina nella corsa per l'Oscar al miglior film straniero nel 2013, senza però entrare nella cinquina finale.

## Trama
Argentina, fine anni settanta: in piena guerra sporca, una coppia di guerriglieri con figli è costretta a rifugiarsi a Cuba per evitare la persecuzione da parte del governo militare argentino. Tornati in patria dopo due anni grazie all'aiuto di Beto - fratello del capofamiglia - padre, madre e i due figli sono costretti ad assumere una nuova identità e ad ideare un lavoro di copertura per prendere parte alla rivolta ed evitare di venire catturati. Le loro vicende sono rappresentate dal punto di vista del figlio maggiore Juan, costretto a frequentare le elementari sotto falso nome ed a vivere il suo passaggio dall'infanzia all'adolescenza in perenne stato di terrore.

## Produzione
Il film, profondamente autobiografico, è basato sugli anni dell'infanzia dello stesso regista, la cui madre, affiliata ai Montoneros, venne assassinata dai militari.
Le scene più drammatiche e violente del film sono state girate con l'uso di disegni animati.

## Distribuzione
Il film è stato distribuito in Italia a partire dal 29 agosto 2013, da Good Films.